# Эгли, Пауль
Пауль Эгли (нем. Paul Egli; 18 августа 1911, Дюрнтен, Швейцария — 23 января 1997, Дюрнтен) — швейцарский шоссейный велогонщик, выступавший с 1933 по 1947 год. Чемпион мира 1933 года среди любителей. Двукратный чемпион Швейцарии в групповой гонке. Победитель этапа на Тур де Франс 1936.

## Достижения
1932
2-й  Чемпионат мира — любители
1933
1-й  Чемпионат мира — любители
1934
1-й Чемпионат Цюриха
1-й — Этап 3 Тур Швейцарии
3-й Полимюльтиплье
1935
1-й  Чемпионат Швейцарии
1-й Чемпионат Цюриха
1-й — Этап 1 Тур Страны Басков
1936
1-й  Чемпионат Швейцарии
1-й — Этап 1 Тур де Франс
7-й Тур Швейцарии
1-й — Этапы 4a & 4b
1937
2-й Париж — Нант
3-й  Чемпионат мира
8-й Тур Швейцарии
1-й — Этап 3
1938
2-й  Чемпионат мира
3-й Чемпионат Цюриха
1941
1-й Тур Северо-Западной Швейцарии
2-й Чемпионат Швейцарии
3-й Чемпионат Цюриха
1942
1-й Чемпионат Цюриха

## Статистика выступлений

### Гранд-туры
| Гранд-тур       | 1936 | 1937 | 1938 |
| --------------- | ---- | ---- | ---- |
| Джиро д’Италия  | —    | —    | —    |
| Тур де Франс    | НФ   | 29   | 31   |
| Вуэльта Испании | —    | —    | —    |

| —  | Не участвовал  |
| НФ | Не финишировал |